# Rasmus Olsen (politiker)
 For alternative betydninger, se Rasmus Olsen. (Se også artikler, som begynder med Rasmus Olsen)
Rasmus Olsen (født 16. februar 1814 i Skjoltrup, død februar 1894 i Waupaca, Wisconsin) var en dansk arvefæster og politiker.
Olsen var søn af gårdfæster Ole Christensen i Skjoltrup i Horbelev Sogn syd for Stubbekøbing. Han arbejdede som musiker og væver i sin ungdom, foruden at hjælpe til på sin fars gård hvilket betød at han blev fritaget fra værnepligt. Olsen arvefæstede fødegården i 1836 og købte den i 1854. Han solgte gården i 1862 og købte i stedet et hus i Bregninge i Horbelev Sogn.
Olsen var medlem af sogneforstanderskabet 1849-1853. Han stillede op til folketingsvalget 26. februar 1853 i Maribo Amts 5. valgkreds (Stubbekøbingkredsen) men tabte valget. Han blev valgt i kredsen ved valget 3 måneder senere og sad i Folketinget uafbrudt fra 27. maj 1853 til 3. januar 1879. Han tabte valget i 1879 til gårdejer H.P.L. Skytte. Olsen var tillige medlem af Rigsrådets Folketing 1864-1866.
Efter valgnederlaget emigrerede Olsen til USA og boede hos sine to børn i Waupaca, Wisconsin. Han døde af et apoplektisk anfald og blev begravet i Waupaca 5. februar 1894.